# سیسا گوا
سیسا گوا (به انگلیسی: Sesa Goa) شرکت استخراج معدن هندی است، که در زمینه تولید و عرضه سنگ آهن، منگنز و مس فعالیت می‌کند.
شرکت سیساگوا در سال ۱۹۵۴ تأسیس شد و در حال حاضر با تولیدی معادل ۲۱ میلیون تن سنگ آهن در سال، بزرگ‌ترین تولیدکننده سنگ آهن هند به‌شمار می‌آید.
دفتر مرکزی این شرکت در شهر گوا، کارناتاکا، اوریسا قرار دارد و بخشی از سهام آن در بازارهای بورس لندن، بورس اوراق بهادار بمبئی و بورس اوراق بهادار ملی هند معامله می‌شود.